# جوستين هارتلي
جاستن سكوت هارتلي  (مواليد 29 يناير 1977  ) هو ممثل أمريكي. وقد لعب دور فوكس كرين في المسلسل التلفزيوني النهاري باشينز (2002-2006) لشبكة إن بي سي ، وأوليفر كوين / السهم الأخضر في مسلسل CW التلفزيوني سمولفيل (2006-2011) ، وآدم نيومان في المسلسل التلفزيوني النهاري The Young and the Restless على شبكة سي بي إس (2006-2011). والتي أكسبته الترشيح لجائزة Daytime Emmy . كما كان له أدوار متكررة في الموسم الثالث من المسلسل الدرامي التلفزيوني الانتقام (2013-2014) وفي المواسم الثلاثة الأخيرة من المسلسل الدرامي Mistresses (2014-2016).
حظي هارتلي باهتمام أوسع لقيامه ببطولة دور كيفن بيرسون في المسلسل الدرامي هؤلاء نحن ، من 2016 إلى 2022 ، والذي تم ترشيحه ثلاث مرات لجائزة تلفزيون اختيار النقاد لأفضل ممثل مساعد في مسلسل درامي . منذ ذلك الحين قام ببطولة أفلام مثل كريسماس أمهات سيئات (2017) و مذكرات نوال (2022).

## الحياة المهنية
صور جاستن هارتلي فوكس كرين في مسلسل إن بي سي النهاري العاطفي من عام 2002  إلى عام 2006.  وفي عام 2006 لعب دور البطولة في الرجل المائي ولعب دور طيار في ذا سي دبليوبعنوان Aquaman (أو Mercy Reef ) ، لكن لم يتم اختياره كمسلسل. قام هارتلي بعمل سبع حلقات في دور الملياردير أوليفر كوين في سلسلة CW سمولفيل في وقت لاحق من ذلك العام. وفي عام 2008 عاد إلى سمولفيل كعضو منتظم في فريق التمثيل، بعد مغادرة كريستين كروك ، ومايكل روزنباوم ، ولورا فاندرفورت ، وجون جلوفر. شارك هارتلي أيضًا في كتابة حلقة 2010 "تضحية" وأخرج حلقة 2011 "دومينيون".  وفي عام 2008 قام ببطولة دور توم في فيلم Red Canyon ، الذي تم تصويره في الأراضي الوعرة في ولاية يوتا. 

## فيلموغرافيا

### أفلام
| سنة  | عنوان                         | دور                           | ملحوظات          |
| ---- | ----------------------------- | ----------------------------- | ---------------- |
| 2005 | أسابقك إلى القاع              | جو                            |                  |
| 2008 | الوادي الأحمر                 | توم                           |                  |
| 2009 | انهيار الربيع                 | تود                           |                  |
| 2009 | A Way with Murder             | تيد رولينغز                   |                  |
| 2010 | برج العقرب للرجال على Prozac  | بيل كينج                      |                  |
| 2015 | The Challenger                | جوامع                         |                  |
| 2017 | عيد ميلاد سعيد للأمهات السيئة | تاي سويندل                    | [ 9 ]            |
| 2018 | وقت اخر                       | اريك لازيتر                   | أيضا منتج تنفيذي |
| 2019 | قليل                          | السيد مارشال                  | [ 10 ]           |
| 2019 | جيكسي                         | برودي                         | [ 11 ]           |
| 2020 | الصيد                         | سائق شاحنة                    | غير معتمد        |
| 2021 | تبادل                         | جاري روثباور                  | [ 14 ]           |
| 2021 | ظلم                           | كال إل / كلارك كينت / سوبرمان | الدور الصوتي     |
| 2022 | سنة التخرج                    | بلين                          | [ 16 ]           |
| 2022 | يوميات نويل                   | جيك تيرنر                     | [ 17 ]           |

### مسلسلات
| سنة         | عنوان                         | دور                      | ملحوظات |
| ----------- | ----------------------------- | ------------------------ | --- |
| 2002-2006   | العواطف                       | نيكولاس فوكسوورث كرين    | سلسلة عادية |
| 2006        | أكوامان                       | آرثر كاري                | طيار تلفزيوني غير مباع                                                                                         |
| 2006-2011   | سمولفيل                       | أوليفر كوين / جرين أرو   | دور متكرر (المواسم 6-7) ؛ الدور الرئيسي (المواسم 8-10) ؛ 72 حلقة </br> أيضا مدير ("دومينيون") ؛ كاتب ("تضحية") |
| 2007        | CSI: نيويورك                  | إليوت بيفينز             | الحلقة: " قلب الزجاج "                                                                                         |
| 2007        | قضية قديمة                    | مايك ديلاني (1982)       | الحلقة: " العدل "                                                                                              |
| 2008        | شعبة الجوزاء                  | نيك كوردا                | سلسلة الويب ، 12 حلقة                                                                                          |
| 2009        | ميغا فولت                     | دان لين                  | فيلم تلفزيوني                                                                                                  |
| 2011        | تشاك                          | ويسلي شنايدر             | الحلقة: " تشاك ضد اللحية اللحية "                                                                              |
| 2012        | قلعة                          | ريجي ستار                | الحلقة: " إحراج العاهرات "                                                                                     |
| 2012        | هارت ديكسي                    | جيسي كينسيلا             | الحلقة: " العازبة والرصاص "                                                                                    |
| 2012-2013   | إميلي أوينز ، دكتوراه في الطب | ويل كولينز               | دور أساسي |
| 2013        | ميليسا وجوي                   | نوح بتلر                 | الحلقة: " Fast Times "                                                                                         |
| 2013-2014   | انتقام                        | باتريك أوزبورن           | دور متكرر ( الموسم 3 ) 13 حلقة                                                                                 |
| 2014 - 2016 | عشيقات                        | سكوت تروسمان             | الدور المتكرر (المواسم 2-4)                                                                                    |
| 2014 - 2016 | الشباب والاضطراب              | آدم نيومان               | سلسلة عادية |
| 2016-2022   | هذا نحن                       | كيفن بيرسون              | الدور الرئيسي ، مدير عرضي                                                                                      |
| 2019        | جين العذراء                   | نفسه                     | الحلقة: "الفصل التاسع والثمانون"                                                                               |
| 2020        | دجاج روبوت                    | سائق شاحنة الطريق الجليد | دور صوتي الحلقة: "Sundancer Craig in: 30٪ of the Way to Crying"                                                |
| 2022        | رجل محب للحياة العائلية       | جيمي ، شقيق جيمي التوأم  | دور صوتي الحلقة: "صديقة ، إيه؟"                                                                                |
| 2022        | نقلة نوعية                    | جيك                      | الحلقة: "اقتراح لائق"                                                                                          |

## روابط خارجية
- جوستين هارتلي على موقع IMDb (الإنجليزية)
- جوستين هارتلي على موقع روتن توميتوز (الإنجليزية)
- جوستين هارتلي على موقع ألو سيني (الفرنسية)
- جوستين هارتلي على موقع أول موفي (الإنجليزية)
- جوستين هارتلي على موقع إن إن دي بي (الإنجليزية)
- جوستين هارتلي على موقع قاعدة بيانات الفيلم (الإنجليزية)
- جوستين هارتلي على موقع كينوبويسك (الروسية)